# Jerzy Stelmasiak
Jerzy Stelmasiak (ur. 1 czerwca 1956 w Lublinie) – prof. zw. dr hab., wykładowca Uniwersytetu Marii Curie-Skłodowskiej.

## Życiorys
Od 1 października 1978 roku był pracownikiem Zakładu Prawa Administracyjnego i Nauki o Administracji UMCS w Lublinie. W 1984 roku uzyskał stopień doktora nauk prawnych, a od 1995 roku stopień doktora habilitowanego nauk prawnych za rozprawę habilitacyjną "Miejscowy plan zagospodarowania przestrzennego jako prawny środek ochrony środowiska". W 1999 roku został powołany na stanowisko profesora nadzwyczajnego UMCS, w 2016 r. uzyskał tytuł profesora zwyczajnego. Od 1 września 2001 roku pełnił funkcję dyrektora Instytutu Administracji i Prawa Publicznego. Poza uczelnią pełni urząd (od 1997) sędziego Naczelnego Sądu Administracyjnego.
Jest autorem 2 monografii oraz współautorem 8 innych opracowań książkowych, a także jego dorobek naukowy obejmuje ponad 80 artykułów naukowych.
Jerzy Stelmasiak jest członkiem
- Towarzystwa Naukowego Prawa Ochrony Środowiska,
- Stowarzyszenia Edukacji Administracji Publicznej,
- Stowarzyszenia Prawa Międzynarodowego.
- EU Forum of Judges for the Environment